# Jeannette Baljeu
Jeannette Nicole Baljeu (nascida a 7 de Agosto de 1967) é uma política holandesa do Partido Popular para a Liberdade e a Democracia (VVD).
Concorreu ao Parlamento Europeu em Junho de 2024 como a terceira candidata do VVD. O partido garantiu quatro assentos e Baljeu foi eleita. O seu foco está no mercado interno, empreendedores e sustentabilidade do transporte e da indústria.

## Comissões do Parlamento Europeu
- Comissão do Mercado Interno e da Protecção do Consumidor[3]
- Delegação para as relações com a República Popular da China[3]
- Comissão do Ambiente, da Saúde Pública e da Segurança Alimentar (suplente)[3]
- Delegação à Assembleia Parlamentar de Parceria UE-Reino Unido (suplente)[3]